# Gbrainy

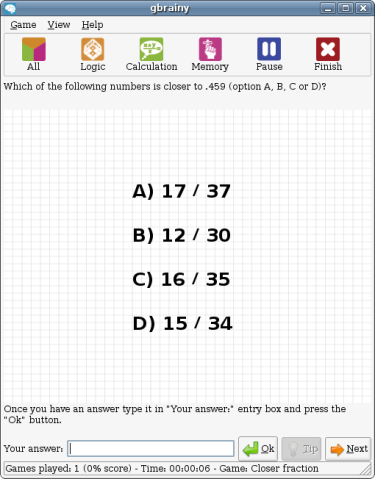
Écran principal.

Gbrainy est un jeu vidéo de réflexion conçu pour être utilisé dans l'éducation des enfants. Il a été à l'origine développé pour l'environnement de bureau GNOME et son utilisation est sous licence GNU GPL. Le jeu a été écrit en C# et a été porté sur l'environnement graphique de Sugar ainsi que sur Microsoft Windows.
Il est disponible dans différentes langues dont le français et il contient les éléments suivants:
- Puzzles logiques - jeux conçus pour défier le raisonnement et les capacités de réflexion ;
- Calculs mentaux - jeux basés sur des opérations arithmétiques conçues pour améliorer les compétences de calcul mental ;
- Entraîneurs de mémoire - jeux conçus pour défier la mémoire à court terme ;
- Analogues verbaux - jeux qui défient vos aptitudes verbales.